# Bambey (departamento)
Bambey é um departamento da região de Diourbel, no Senegal. Divide-se nos arrondissements de Baba garage, Lambaye e Ngoye.